# Ralph Murphy
Pour les articles homonymes, voir Murphy.
Ralph Murphy est un réalisateur américain, né le 1er mai 1895 à Rockville, dans le Connecticut, et mort le 10 février 1967 à Los Angeles, en Californie.

## Biographie
À partir de 1932, il réalise à Hollywood de nombreux films de série B touchant aux genres les plus divers : films policiers et d'aventures, ou encore, comédies sentimentales. Il travaille presque exclusivement pour la télévision à partir de 1952. 
Il a été un temps marié à l'actrice américaine Gloria Dickson, qu'il avait dirigée en 1940 dans I Want a Divorce, et dont il divorce en 1944. 

## Filmographie
- 1931 : The Big Shot, coréalisé avec Edward Sedgwick
- 1932 :  70,000 Witnesses
- 1932 : La Danseuse de Panama ou Gangsters de Broadway (Panama Flo)
- 1933 : La Dame sans logis (en)
- 1933 : Le Baron de la bière (en) (Song of the Eagle)
- 1934 : She Made Her Bed (en)
- 1934 : Le Grand Flirt (en) (The Great Flirtation)
- 1934 : Private Scandal (en)
- 1934 : Une femme diabolique (The Notorious Sophie Lang)
- 1934 : Menaces (Menace)
- 1935 : Brigade spéciale (Men Without Names)
- 1936 : Collegiate
- 1937 : Le Crime du docteur Tindal (en) (Night Club Scandal)
- 1937 : Sur les toits de New York (Top of the Town)
- 1940 : Je veux divorcer (en) (I Want a Divorce)
- 1941 : Alerte à San Francisco (en) (Pacific Blackout)
- 1941 : Cœurs printaniers (Glamour Boy)
- 1941 : Las Vegas Nights
- 1943 : Salut aux héros (en) (Salute for Three)
- 1943 : Au service de l'ennemi (en) (Night Plane from Chungking)
- 1944 : Lona la sauvageonne (Rainbow Island)
- 1944 : Tempête sur la ville (en) (The Town Went Wild)
- 1945 : Le Sérum de longue vie (en) (The Man in Half Moon Street)
- 1945 : How Doooo You Do!!! (en)
- 1945 : Suzy des bas-fonds (Sunbonnet Sue)
- 1947 : The Spirit of West Point
- 1948 : Mickey (en)
- 1949 : Le Retour de l'étalon rouge (en) (Red Stallion in the Rockies)
- 1951 : Dick Turpin, bandit gentilhomme (Dick Turpin's Ride)
- 1951 : Le jeu ne paie pas (en) (Never Trust a Gambler)
- 1950 : Les Écumeurs des Monts Apaches (en) (Stage to Tucson)
- 1952 : Les Évasions du capitaine Blood (en) (Captain Pirate)
- 1952 : La Femme au masque de fer (Lady in the Iron Mask)
- 1954 : Le Tigre de Malaisie (I misteri della giungla nera), coréalisé avec Gian Paolo Callegari
- 1954 : Le Mystère de la jungle noire (La vendetta dei Tughs), coréalisé avec Gian Paolo Callegari